# Dettlef Günther
Dettlef Günther (Erlabrunn, 27 agosto 1954) è un ex slittinista tedesco orientale, vincitore di una medaglia d'oro ai Giochi olimpici di Innsbruck 1976. Dopo la riunificazione della Germania (1990), acquisì la cittadinanza tedesca.

## Biografia
Chiamato "Dettlef" per un errore compiuto dall'equivalente tedesco dell'Ufficiale di stato civile al momento della formazione dell'atto di nascita, infatti il nome corretto dovrebbe essere scritto con una sola "t", Günther esordì in Coppa del Mondo nella stagione d'esordio della manifestazione nel 1977/78 e conquistò il primo podio, nonché la prima vittoria, il 5 febbraio 1978 nel singolo ad Hammarstrand.
Prese parte a due edizioni dei Giochi olimpici invernali, entrambe le volte nel singolo: ad Innsbruck 1976 vinse la medaglia d'oro ed a Lake Placid 1980, giunse al quarto posto; nonostante si trovasse primo dopo due discese, nel corso della terza manche incorse in un grave errore che lo fece disarcionare dallo slittino e gli fece perdere molto tempo in classifica.
Ai campionati mondiali vinse la medaglia d'oro nel singolo a Königssee 1979. Nelle rassegne continentali vinse una medaglia d'oro ed una d'argento nel singolo rispettivamente a Valdaora 1975 e ad Oberhof 1979.
Si ritirò dalle competizioni al termine dei Giochi di Lake Placid 1980. Lasciata l'attività agonistica e fino alla riunificazione delle due Germanie lavorò come allenatore di slittino.

## Palmarès

### Olimpiadi
- 1 medaglia:
  - 1 oro (singolo ad Innsbruck 1976).

### Mondiali
- 1 medaglia:
  - 1 oro (singolo a Königssee 1979).

### Europei
- 2 medaglie:
  - 1 oro (singolo a Valdaora 1975);
  - 1 argento (singolo ad Oberhof 1979).

### Coppa del Mondo
- 2 podi (tutti nel singolo):
  - 1 vittoria;
  - 1 secondo posto.

#### Coppa del Mondo - vittorie
| Data            | Luogo        | Paese  | Disciplina |
| --------------- | ------------ | ------ | ---------- |
| 5 febbraio 1978 | Hammarstrand | Svezia | singolo    |